# Scotospilus nelsonensis
Scotospilus nelsonensis là một loài nhện trong họ Hahniidae.
Loài này thuộc chi Scotospilus. Scotospilus nelsonensis được Raymond Robert Forster miêu tả năm 1970.